# Liga a IV-a Olt
Liga a IV-a Olt este principala competiție fotbalistică din județul Olt, organizată de Asociația Județeană de Fotbal (AJF) Olt, situată în al patrulea eșalon al sistemului de ligi al fotbalului românesc.
Competiția este disputată de un număr variabil de echipe, în funcție de numărul echipelor retrogradate din Liga a III-a, al celor promovate din Liga a V-a Olt, precum și al echipelor care se retrag sau se înscriu în competiție. Campioana poate sau nu să promoveze în Liga a III-a, în funcție de rezultatul barajului de promovare disputat împotriva campioanei dintr-o serie județeană vecină.

## Istoric
În 1968, în urma noii reorganizări administrative și teritoriale a țării, fiecare județ a înființat propriul campionat de fotbal, integrând echipele din fostele campionate regionale, precum și echipele care evoluau anterior în competițiile orășenești și raionale. Proaspăt înființatul Campionat Județean Olt a fost pus sub autoritatea nou-înființatului Consiliu Județean pentru Educație Fizică și Sport (CJEFS) Olt.
De atunci, structura și organizarea Ligii a IV-a Olt, la fel ca în cazul multor alte campionate județene, au suferit numeroase schimbări. Între 1968 și 1992, principala competiție județeană a fost cunoscută sub numele de Campionatul Județean. Între 1992 și 1997, a fost redenumită Divizia C – Faza Județeană, apoi Divizia D, începând cu anul 1997, iar din 2006 este cunoscută ca Liga a IV-a.

## Lista campioanelor
| Ed.                  | Sezon                | Campioană                          |
| Campionatul Județean | Campionatul Județean | Campionatul Județean               |
| -------------------- | -------------------- | ---------------------------------- |
| 1                    | 1968–69              | CFR Caracal                        |
| 2                    | 1969–70              | FC Caracal                         |
| 3                    | 1970–71              | Rapid Piatra Olt                   |
| 4                    | 1971–72              | Recolta Stoicănești                |
| 5                    | 1972–73              | FOB Balș                           |
| 6                    | 1973–74              | Viitorul Scornicești               |
| 7                    | 1974–75              | Voința Caracal                     |
| 8                    | 1975–76              | Laminorul IPA Slatina              |
| 9                    | 1976–77              | Electrodul Slatina                 |
| 10                   | 1977–78              | Răsăritul Caracal                  |
| 11                   | 1978–79              | Electrodul Slatina                 |
| 12                   | 1979–80              | Rapid Piatra Olt                   |
| 13                   | 1980–81              | Victoria Caracal                   |
| 14                   | 1981–82              | IPC Slatina                        |
| 15                   | 1982–83              | Știința Drăgănești-Olt             |
| 16                   | 1983–84              | IOB Balș                           |
| 17                   | 1984–85              | Metalul Scornicești                |
| 18                   | 1985–86              | Rapid Piatra Olt                   |
| 19                   | 1986–87              | Sporting Slatina                   |
| 20                   | 1987–88              | Sportul Muncitoresc Drăgănești-Olt |
| 21                   | 1988–89              | Spicul Coteana                     |
| 22                   | 1989–90              | Electrodul Slatina                 |
| 23                   | 1990–91              | Constructorul Slatina              |
| 24                   | 1991–92              | IOB Balș                           |

| Ed.                        | Sezon                      | Campioană                          |
| Divizia C - Faza județeană | Divizia C - Faza județeană | Divizia C - Faza județeană         |
| -------------------------- | -------------------------- | ---------------------------------- |
| 25                         | 1992–93                    | Constructorul Slatina              |
| 26                         | 1993–94                    | Sportul Muncitoresc Drăgănești-Olt |
| 27                         | 1994–95                    | FC Slatina                         |
| 28                         | 1995–96                    | FC Olt Scornicești                 |
| 29                         | 1996–97                    | Alprom Slatina                     |
| Divizia D                  |                            |                                    |
| 30                         | 1997–98                    | Progresul Caracal                  |
| 31                         | 1998–99                    | IOB Balș                           |
| 32                         | 1999–00                    | Sportul Muncitoresc Drăgănești-Olt |
| 33                         | 2000–01                    | Progresul Caracal                  |
| 34                         | 2001–02                    | Progresul Caracal                  |
| 35                         | 2002–03                    | FC Olt Scornicești                 |
| 36                         | 2003–04                    | Recolta Bâlteni                    |
| 37                         | 2004–05                    | Alprom Slatina                     |
| 38                         | 2005–06                    | FC Balș                            |
| Liga a IV-a                |                            |                                    |
| 39                         | 2006–07                    | Oltul 2000 Drăgănești-Olt          |
| 40                         | 2007–08                    | Știința Dăneasa                    |
| 41                         | 2008–09                    | Sportul Vișina Nouă                |
| 42                         | 2009–10                    | CSM Slatina                        |
| 43                         | 2010–11                    | Recolta Stoicănești                |
| 44                         | 2011–12                    | Viitorul Grădinile                 |
| 45                         | 2012–13                    | FC Balș                            |
| 46                         | 2013–14                    | Inter Markus Coteana               |

| Ed. | Sezon   | Campioană           |
| --- | ------- | ------------------- |
| 47  | 2014–15 | AS Milcov           |
| 48  | 2015–16 | Recolta Stoicănești |
| 49  | 2016–17 | AS Milcov           |
| 50  | 2017–18 | Vedița Colonești    |
| 51  | 2018–19 | CSM Slatina         |
| 52  | 2019–20 | Petrolul Potcoava   |
| –   | 2020–21 | Nu s-a disputat     |
| 53  | 2021–22 | Oltul Curtișoara    |
| 54  | 2022–23 | Oltul Curtișoara    |
| 55  | 2023–24 | Iris Titulescu      |
| 56  | 2024–25 | Lupii Profa         |

1. ↑  Nu s-a disputat din cauza Pandemiei de COVID-19 din România.[14]